# Dołhobyczów (gmina)
Dołhobyczów – gmina wiejska w województwie lubelskim, w powiecie hrubieszowskim.
Siedziba gminy to Dołhobyczów.
W roku 2014 otwarto przejście graniczne Dołhobyczów-Uhrynów.
Według danych z 31 grudnia 2010 gminę zamieszkiwało 5787 osób.

## Historia

### 1867–1919
Gmina zbiorowa Dołhobyczów powstała 1 stycznia 1867 w związku z reformą administracyjną Królestwa Polskiego w 1867 roku. Należała do powiatu tomaszowskiego w guberni lubelskiej. W 1905 roku gminę włączono do powiatu hrubieszowskiego.

### 1919–1939
W okresie międzywojennym gmina Dołhobyczów należała do powiatu hrubieszowskiego w woj. lubelskim. 20 października 1933 gminę Dołhobyczów podzielono na 15 gromad (sołectw): Dołhobyczów, Gołębie, Honiatyn, Honiatyn-Kolonia, Horoszczyce, Horoszczyce-Kolonia, Kadłubiska, Mołczany, Oszczów, Pawłowice, Piaseczno, Piaseczno-Kolonia, Podhajczyki, Siekierzyńce i Zaręka.

### 1939–1944
Podczas okupacji gmina weszła w skład Generalnego Gubernatorstwa, i utworzonego tam dystryktu lubelskiego, nadal w powiecie hrubieszowskim (Landkreis Hrubieszów). Do gminy Dołhobyczów włączono gromady Nuśmice i Uhrynów (przed wojną w gminie Chorobrów w powiecie sokalskim w województwie lwowskim) oraz Wólka Poturzyńska (przed wojną w gminie Poturzyn w powiecie tomaszowskim w województwie lubelskim).

### 1944–1954
Po wojnie gmina weszła w skład terytorialnie zmienionego woj. lubelskiego. Po wojnie w granicach gminy Dołhobyczów pozostały włączone do niej podczas II wojny światowej gromady Nuśmice i Uhrynów z gminy Chorobrów, natomiast gromada Wólka Poturzyńska powróciła do gminy Poturzyn. Ponadto do gminy Dołhobyczów w 1944 roku włączono gromadę Wereszyn, należącą przed wojną do gminy Kryłów w powiecie tomaszowskim, a w latach 1940–1944 do gminy Poturzyn. Wreszcie po wojnie zniesiono cztery gromady (Honiatyn-Kolonia, Horoszczyce-Kolonia, Mołczany i Piaseczno-Kolonia), a utworzono dwie nowe (Dołhobyczów-Kolonia z części gromady Uhrynów i Oszczów-Kolonia z części gromady Oszczów). Ostatecznie powojenna gmina Dołhobyczów składała się z 16 gromad: Dołhobyczów, Dołhobyczów-Kolonia, Gołębie, Honiatyn, Horoszczyce, Kadłubiska, Nuśmice, Oszczów, Oszczów-Kolonia, Pawłowice, Piaseczno, Podhajczyki, Siekierzyńce, Uhrynów, Wereszyn i Zaręka.
W ramach umowy o zamianie granic z 1951 roku gromady Nuśmice, Piaseczno, Pawłowice i Uhrynów włączono do Związku Radzieckiego.

### 1973–
Gminę Dołhobyczów reaktywowano 1 stycznia 1973 w związku z kolejną reformą administracyjną. Gmina objęła 12 sołectw: Dołhobyczów, Dołhobyczów-Kolonia, Gołębie, Honiatyn, Horoszczyce, Kadłubiska, Oszczów, Oszczów-Kolonia, Podhajczyki, Siekierzyńce, Wereszyn i Zaręka.
Gmina Dołhobyczów w nowej odsłonie obejęła obszar ponad dwukrotnie większy niż przed II wojną światową. Jej składowe należały wówczas:
- do gminy Dołhobyczów w powiecie hrubieszowskim (woj. lubelskie) – Dołhobyczów, Gołębie, Honiatyn, Horoszczyce, Kadłubiska, Oszczów, Podhajczyki, Siekierzyńce, Uśmierz i Zaręka;
- do gminy Poturzyn w powiecie tomaszowskim (woj. lubelskie) – Witków, Wólka Poturzyńska i Żabcze;
- do gminy Waręż (1951–54 Hulcze) w powiecie sokalskim (woj. lwowskie) – Białystok, Chochłów, Dłużniów, Horodyszcze, Hulcze, Kościaszyn, Lipina (bez południowo-zachodniej części), Liski, Liwcze, Majdan, Przewodów, Sulimów i Żniatyn oraz skrawek Waręża (obecnie eksklawa Oszczowa-Kolonii);
- do gminy Bełz (1951–54 Chłopiatyn) w powiecie sokalskim (woj. lwowskie) – Chłopiatyn, Myców, Setniki i Wyżłów;
- do gminy Chorobrów w powiecie sokalskim (woj. lwowskie) – Dołhobyczów-Kolonia i las Rogalszczyzna;
- do gminy Tarnoszyn (1951–54 Ulhówek) w powiecie rawskim (woj. lwowskie) – południowo-zachodnia część Lipiny.

Ponadto współczesna gmina Dołhobyczów nie objęła:
- Piaseczna, Piaseczna-Kolonii i Pawłowic, należących od 1867 do gminy Dołhobyczów, a włączonych w 1951 do ZSRR;
- Nuśmic i Uhrynowa (oprócz Dołhobyczowa-Kolonii i lasu Rogalszczyzna), należących w latach 1940–1951 do gminy Dołhobyczów, a w latach 1934–1940 do gminy Chorobrów, a włączonych w 1951 do ZSRR;
- Wereszyna, należącego w latach 1944–1951 do gminy Dołhobyczów, a w latach 1934–1940 do gminy Kryłów w powiecie tomaszowskim (woj. lubelskie) i w latach 1940–1944 do gminy Poturzyn; obecnie należy on do gminy Mircze w powiecie hrubieszowskim.

Obręb ewidencyjny Myców gminy Dołhobyczów ma specyficzny kształt na południu, gdzie przyjmuje on formę haczyka okalającego od trzech stron Oserdów w powiecie tomaszowskim. W ten sposób cały ciąg granicy wschodniej do jej załamania ku zachodowi na wysokości Oserdowa należy do gminy Dołhobyczów i powiatu hrubieszowskiego. W miejscu załamania granica państwa styka się z północną przedwojenną granicą miasta Bełz.
W latach 1975–1998 gmina położona była w województwie zamojskim.
1 stycznia 1992 od gminy Dołhobyczów odłączono część wsi Liski o powierzchni 68,34 ha, włączając ją do gminy Telatyn.

## Ochrona przyrody
Na obszarze gminy znajduje się rezerwat przyrody Suśle Wzgórza chroniący stanowisko susła perełkowanego.

## Struktura powierzchni
Według danych z roku 2002 gmina Dołhobyczów ma obszar 214,19 km², w tym:
- użytki rolne: 79%
- użytki leśne: 16%

Gmina stanowi 16,87% powierzchni powiatu.

## Demografia
Tab. 1. Dane demograficzne z 31 grudnia 2010:

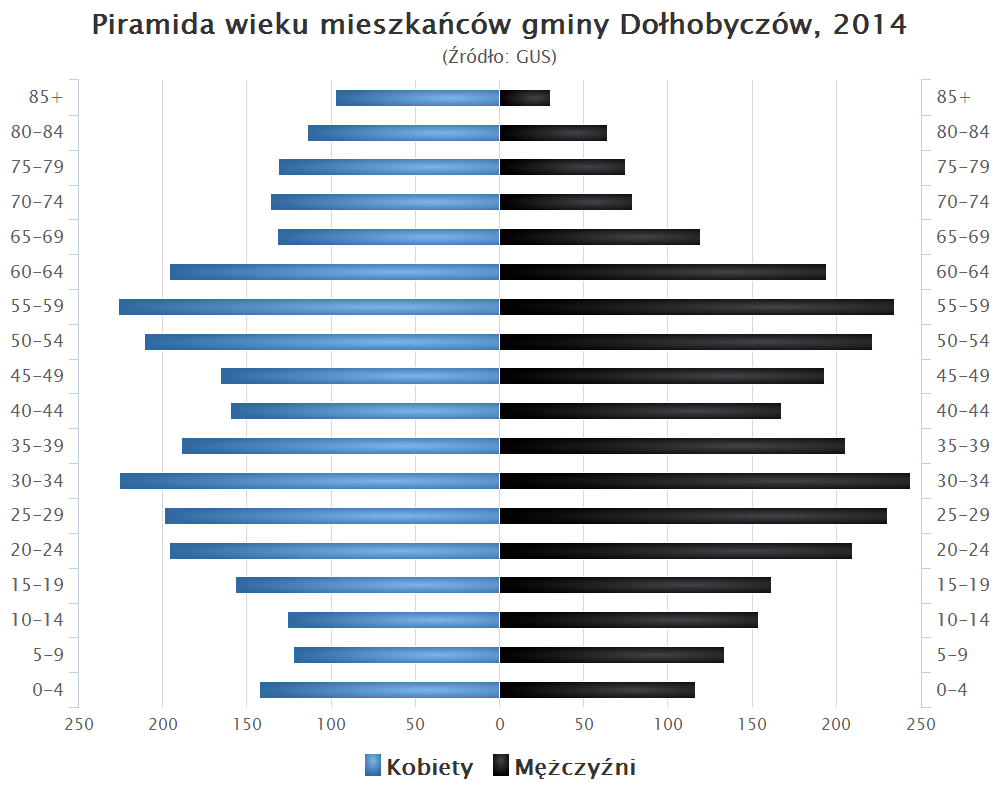
Piramida wieku mieszkańców gminy Dołhobyczów w 2014 roku

| Opis                              | Ogółem | Ogółem | Kobiety | Kobiety | Mężczyźni | Mężczyźni |
| --------------------------------- | ------ | ------ | ------- | ------- | --------- | --------- |
| jednostka                         | osób   | %      | osób    | %       | osób      | %         |
| populacja                         | 5787   | 100    | 2905    | 50,2    | 2882      | 49,8      |
| gęstość zaludnienia (mieszk./km²) | 27,02  | 27,02  | 13,56   | 13,56   | 13,46     | 13,46     |

## Miejscowości
| Tab. 3. Miejscowości podstawowe oraz ich integralne części w administracji gminy Dołhobyczów, z wyrażeniem ich położenia geograficznego.                                                  | Tab. 3. Miejscowości podstawowe oraz ich integralne części w administracji gminy Dołhobyczów, z wyrażeniem ich położenia geograficznego. | Tab. 3. Miejscowości podstawowe oraz ich integralne części w administracji gminy Dołhobyczów, z wyrażeniem ich położenia geograficznego. | Tab. 3. Miejscowości podstawowe oraz ich integralne części w administracji gminy Dołhobyczów, z wyrażeniem ich położenia geograficznego. |
| Identyfikator SIMC | Nazwa miejscowości | Rodzaj miejscowości | Położenie geograficzne |
| --- | --- | --- | --- |
| 0886759 | Białystok | osada | 50°29′34″N 23°56′25″E/50,492778 23,940278                                                                                                |
| 0886765 | Chłopiatyn | wieś | 50°26′51″N 23°58′21″E/50,447500 23,972500                                                                                                |
| 0886771 | Chochłów | wieś | 50°29′25″N 24°01′16″E/50,490278 24,021111                                                                                                |
| 0886788 | Dłużniów | wieś | 50°28′08″N 24°00′47″E/50,468889 24,013056                                                                                                |
| 0886794 | Dołhobyczów | wieś | 50°35′04″N 24°02′01″E/50,584444 24,033611                                                                                                |
| 0886819 | Dołhobyczów-Kolonia | kolonia | 50°34′47″N 24°04′18″E/50,579722 24,071667                                                                                                |
| 0886802 | Dołhobyczów-Kolonia | osada | 50°34′29″N 24°04′46″E/50,574722 24,079444                                                                                                |
| 0886831 | Gołębie | osada wsi Gołębie | 50°38′10″N 24°04′54″E/50,636111 24,081667                                                                                                |
| 0886825 | Gołębie | wieś | 50°38′24″N 24°04′48″E/50,640000 24,080000                                                                                                |
| 0886848 | Honiatyn | wieś | 50°33′55″N 24°04′50″E/50,565278 24,080556                                                                                                |
| 0886854 | Horodyszcze | wieś | 50°30′37″N 24°03′24″E/50,510278 24,056667                                                                                                |
| 0886860 | Horoszczyce | wieś | 50°33′46″N 24°00′09″E/50,562778 24,002500                                                                                                |
| 0886883 | Hulcze | osada | 50°30′03″N 23°59′43″E/50,500833 23,995278                                                                                                |
| 0886877 | Hulcze | wieś | 50°29′53″N 24°00′45″E/50,498056 24,012500                                                                                                |
| 0886890 | Kadłubiska | wieś | 50°35′14″N 24°00′41″E/50,587222 24,011389                                                                                                |
| 0887121 | Korczunek | kolonia | 50°37′24″N 24°02′34″E/50,623333 24,042778                                                                                                |
| 0886914 | Kościaszyn | osada wsi Kościaszyn | 50°31′23″N 23°59′49″E/50,523056 23,996944                                                                                                |
| 0886908 | Kościaszyn | wieś | 50°31′27″N 23°59′26″E/50,524167 23,990556                                                                                                |
| 0886920 | Lipina | osada | 50°28′13″N 23°54′24″E/50,470278 23,906667                                                                                                |
| 0886937 | Liski | wieś | 50°30′20″N 23°57′11″E/50,505556 23,953056                                                                                                |
| 0886950 | Liwcze | osada | 50°30′11″N 24°01′36″E/50,503056 24,026667                                                                                                |
| 0886943 | Liwcze | wieś | 50°30′26″N 24°02′18″E/50,507222 24,038333                                                                                                |
| 0886966 | Majdan | osada | 50°27′52″N 23°57′55″E/50,464444 23,965278                                                                                                |
| 0886989 | Myców | osada | 50°26′31″N 23°59′52″E/50,441944 23,997778                                                                                                |
| 0886972 | Myców | wieś | 50°26′52″N 24°00′06″E/50,447778 24,001667                                                                                                |
| 0886995 | Oszczów | wieś | 50°33′16″N 24°02′37″E/50,554444 24,043611                                                                                                |
| 0887003 | Oszczów-Kolonia | kolonia | 50°32′21″N 24°02′04″E/50,539167 24,034444                                                                                                |
| 0887010 | Podhajczyki | wieś | 50°36′13″N 23°59′57″E/50,603611 23,999167                                                                                                |
| 0887032 | Przewodów | osada | 50°28′27″N 23°55′28″E/50,474167 23,924444                                                                                                |
| 0887026 | Przewodów | wieś | 50°28′18″N 23°56′10″E/50,471667 23,936111                                                                                                |
| 0887049 | Setniki | osada | 50°27′02″N 23°56′34″E/50,450556 23,942778                                                                                                |
| 0887055 | Siekierzyńce | wieś | 50°33′58″N 24°01′48″E/50,566111 24,030000                                                                                                |
| 0887061 | Sulimów | wieś | 50°31′11″N 24°01′47″E/50,519722 24,029722                                                                                                |
| 0887078 | Uśmierz | osada | 50°32′18″N 24°03′44″E/50,538333 24,062222                                                                                                |
| 0887084 | Witków | wieś | 50°35′19″N 23°58′15″E/50,588611 23,970833                                                                                                |
| 0887090 | Wólka Poturzyńska | osada | 50°37′13″N 23°59′48″E/50,620278 23,996667                                                                                                |
| 0887109 | Wyżłów | wieś | 50°27′06″N 24°01′44″E/50,451667 24,028889                                                                                                |
| 0887115 | Zaręka | wieś | 50°37′14″N 24°04′53″E/50,620556 24,081389                                                                                                |
| 0887138 | Żabcze | wieś | 50°32′31″N 24°00′12″E/50,541944 24,003333                                                                                                |
| 0887144 | Żniatyn | wieś | 50°28′43″N 23°58′41″E/50,478611 23,978056                                                                                                |
| Źródła: Wykaz urzędowych nazw miejscowości i ich części (xls),Dz.U. z 2013 r. poz. 200 oraz Dz.U. z 2015 r. poz. 1636, Zbiory danych państwowego rejestru nazw geograficznych -2025-06-15 | | | |

## Sołectwa
Chłopiatyn • Chochłów • Dłużniów • Dołhobyczów • Dołhobyczów-Kolonia • Gołębie • Honiatyn • Horodyszcze • Horoszczyce • Hulcze • Kadłubiska • Kościaszyn • Liski • Liwcze • Myców-Wyżłów • Oszczów • Podhajczyki • Przewodów • Setniki • Siekierzyńce • Sulimów • Uśmierz • Witków • Zaręka • Żabcze • Żniatyn

## Sąsiednie gminy
Mircze, Telatyn, Ulhówek. Gmina sąsiaduje z Ukrainą.